# بروتين الريبوسوم S29
بروتين الريبوسوم S29 (بالإنجليزية: Ribosomal Protein S29)‏ (RPS29) هوَ بروتين يُشَفر بواسطة جين RPS29 في الإنسان. الريبوسومات هي العضيات التي تحفز تخليق البروتين، تتكون من وحدة فرعية صغيرة 40S ووحدة فرعية كبيرة 60S. تتكون هذه الوحدات الفرعية معًا من 4 أنواع من رنا RNA وحوالي 80 بروتينًا مميزًا من الناحية الهيكلية. ويعد أحد مكونات الوحدة الصغرى 40S للريبوسوم والذي يلعب دورًا مهمًا في الترجمة في عملية الاصطناع الحيوي للبروتين (التي تشكل جزءا من عملية التعبير الجيني).

## الأهمية السريرية
وجد أن الطفرات في هذا الجين تسبب مرض فقر دم دياموند-بلاكفان.

## روابط خارجية
- نظرة شاملة على جميع المعلومات الهيكلية المتاحة في بنك بيانات البروتينات (PDB) لـقاعدة البيانات يونيبروت (UniProt): Q22MB0 (بروتين الريبوسوم S29) في بنك بيانات البروتين في أوروبا (PDBe-KB).